# Província de Driouch
La província de Driouch (àrab: إقليم الدريوش, iqlīm ad-Drīwūx; amazic estàndard marroquí: ⵜⴰⵎⴷⵉⵏⵜ ⵏ ⴻⴷⴷⵔⵉⵡⴻⵛ, tamdint n Eddriwec) és una de les províncies del Marroc, fins 2015 part de la regió de L'Oriental  i actualment de la nova regió de L'Oriental. Té una superfície de 2.867 km² i 211.059 habitants censats en 2004. La capital és Driouch. Limita al nord amb la mar Mediterrània, a l'est amb la província de Nador, al sud amb la província de Guercif i la de Taza i a l'oest amb les províncies de Taza i d'Al Hoceima.

## Demografia
| -                                  | 222.987 | 211.059 |
| 2004 : cens oficial ; 2014 : cens. |         |         |

## Divisió administrativa
La província de Driouch consta de 2 municipis i 18 comunes:
| Nom           | Codi geogràfic | Tipus        | Habitatges | Població | Estrangers | Locals | Notes                                                                                       |
| ------------- | -------------- | ------------ | ---------- | -------- | ---------- | ------ | ------------------------------------------------------------------------------------------- |
| Driouch       | 381.03.09.     | Municipi     | 5183       | 28545    | 5          | 28540  | 10381 residents viuen al centre, anomenat Driouch; 18164 residents viuen en zones rurals.   |
| Midar         | 381.09.13.     | Municipi     | 3155       | 16022    | 3          | 16019  | 13229 residents viuen al centre, anomenat Midar; 2793 residents viuen en zones rurals.      |
| Ben Taieb     | 381.09.03.     | Comuna rural | 3928       | 20891    | 2          | 20889  | 10446 residents viuen al centre, anomenat Ben Taieb; 10445 residents viuen en zones rurals. |
| Temsamane     | 381.09.25.     | Comuna rural | 2928       | 14937    | 2          | 14935  | 2188 residents viuen al centre, anomenat Kerouna; 12749 residents viuen en zones rurals.    |
| Trougout      | 381.09.27.     | Comuna rural | 1745       | 11541    | 0          | 11541  |                                                                                             |
| Ijermaouas    | 381.09.11.     | Comuna rural | 1789       | 11288    | 1          | 11287  |                                                                                             |
| Ain Zohra     | 381.03.01.     | Comuna rural | 1754       | 11258    | 0          | 11258  |                                                                                             |
| Ait Mait      | 381.03.03.     | Comuna rural | 1224       | 7188     | 0          | 7188   |                                                                                             |
| Amejjaou      | 381.03.05.     | Comuna rural | 1038       | 5977     | 0          | 5977   |                                                                                             |
| Oulad Boubker | 381.03.11.     | Comuna rural | 915        | 5765     | 0          | 5765   |                                                                                             |
| Tazaghine     | 381.03.13.     | Comuna rural | 910        | 5032     | 4          | 5028   |                                                                                             |
| Azlaf         | 381.09.01.     | Comuna rural | 1004       | 5337     | 0          | 5337   |                                                                                             |
| Bni Marghnine | 381.09.05.     | Comuna rural | 1416       | 7158     | 1          | 7157   |                                                                                             |
| Boudinar      | 381.09.07.     | Comuna rural | 1957       | 10504    | 0          | 10504  |                                                                                             |
| Iferni        | 381.09.09.     | Comuna rural | 1356       | 7527     | 0          | 7527   |                                                                                             |
| M'Hajer       | 381.09.15.     | Comuna rural | 619        | 3232     | 1          | 3231   |                                                                                             |
| Ouardana      | 381.09.17.     | Comuna rural | 1242       | 6921     | 0          | 6921   |                                                                                             |
| Tafersit      | 381.09.21.     | Comuna rural | 2005       | 10403    | 0          | 10403  | 3555 residents viuen al centre, anomenat Tafrisset; 6848 residents viuen en zones rurals.   |
| Talilit       | 381.09.23.     | Comuna rural | 1115       | 6161     | 0          | 6161   |                                                                                             |
| Tsaft         | 381.09.29.     | Comuna rural | 1786       | 10284    | 2          | 10282  | 2126 residents viuen al centre, anomenat Kassita; 8158 residents viuen en zones rurals.     |